# 福克F.10
福克F.10（荷蘭語：Fokker F.10）是一款福克飛行器公司的客機，生產地點在美國。它是福克F.VII的加大版。與F.VII型相比，F.10擁有更大的機翼和馬力更強的引擎，載客量也從8名增加至12名。
福克 F.10從1920年代開始生產，其中有65架在美國本土從事民航和軍用運輸。1931年3月31日，由F.10運營的環大陸及西方航空599號班機（環球航空的前身）因飛機設計缺陷而墜毀，機上8人全部罹難。這次空難直接導致F.10退出民用運輸，同時也使道格拉斯DC-1、道格拉斯DC-2和波音247等金屬機翼機型成功進入市場。

## 衍生機型
F.10
最初生產的型號
F.10A
改進型，總載客量增加至14人，使用3台普惠黄蜂系列星型引擎，常被稱為超級三馬達（Super Trimotor）
C-5
美國陸軍定製版F.10A，3台引擎改為使用賴特 R-975星型引擎
RA-4
美國海軍定製版F.10A

## 使用者

### 民用
美国
- 西方航空快運，啟始客戶[1]
- 美國航空
- 環球航空
- 泛美航空
- 宇宙航空

 墨西哥
- 墨西哥航空

### 軍用
美国
- 美國陸軍航空隊定製版，軍隊名稱為C-5和C-7A[2]

## 飛機數據
参考资料：Aero Favourites 
基本信息
- 机组：2名
- 容量：12名

性能